# 麥卡托投影法

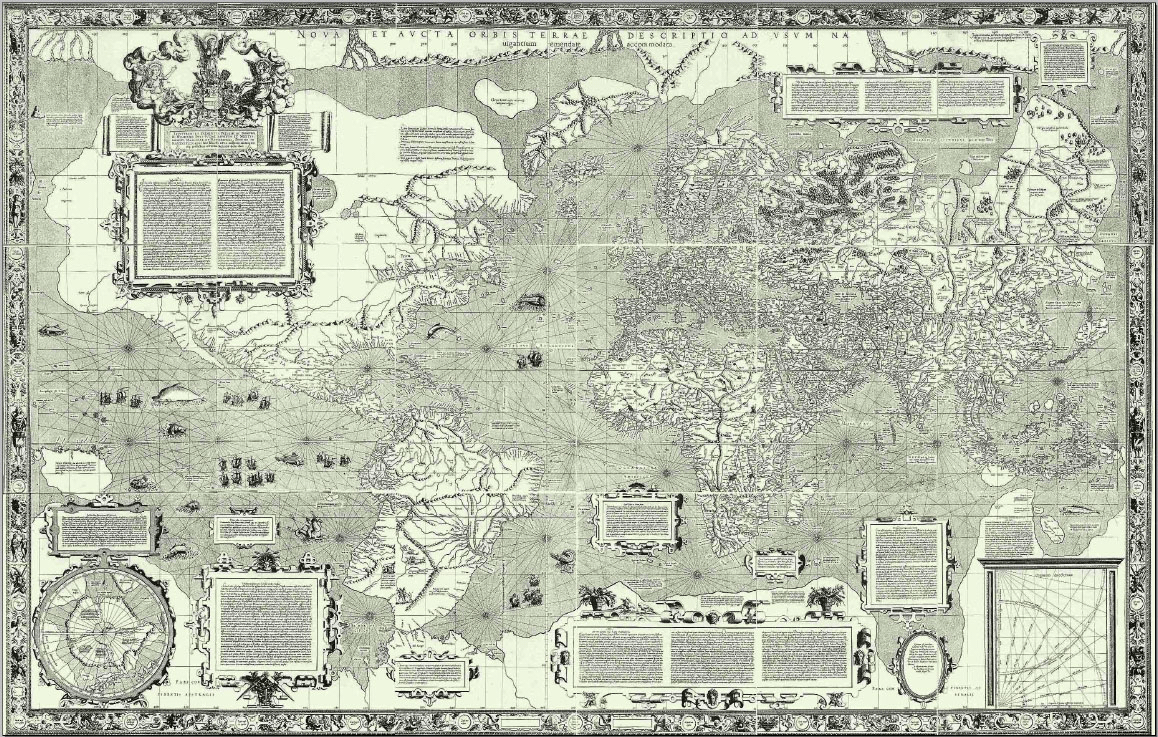
麥卡托世界地图（1569年）

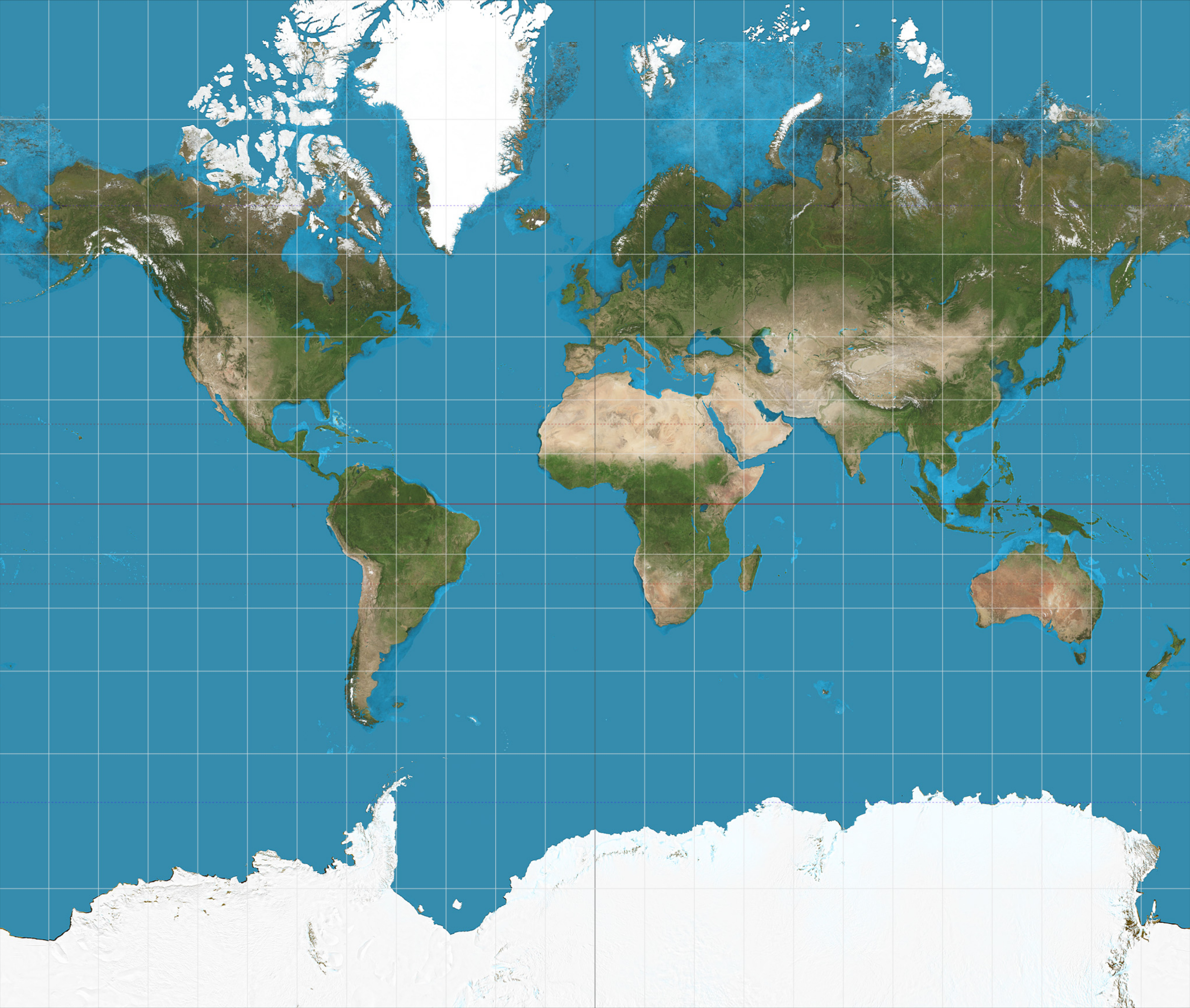
以麥卡托投影法呈現的世界地圖。

麥卡托投影法（英語：Mercator projection），又稱墨卡托投影法、正軸等角圓柱投影，是一種等角的圓柱形地圖投影法。
本投影法得名於法蘭德斯(佛蘭德)出身的地理學家傑拉杜斯·麥卡托，他於1569年發表長202公分、寬124公分以此方式繪製的世界地圖。在以此投影法繪製的地圖上，將地球在平面展開，經緯線於任何位置皆垂直相交，使世界地圖可以繪製在一個長方形，地圖的任一點在各種方向的長度均相等。由於可顯示任兩點間的正確方位，指出真實的經緯度，航海用途的海圖、航路圖大都以此方式繪製。在该投影中线型比例尺在图中任意一点周围都保持不变，從而可以保持大陆轮廓投影後的角度和形状不变（即等角）；但麥卡托投影会使面积产生变形，赤道地區變化最小，南北兩極的變形最大，但因為在南北迴歸線之間影響很少，而這是多數航線所在區域，所以被廣泛用來編製地圖。

## 数学计算

地图上纵向方位（图中的横轴）和纬度（图中的纵轴）的关系。

下列公式在使用墨卡托投影的地图中，从纬度φ和经度λ（其中λ0是本初子午線）推导为坐标系中的坐标x和y。
这是古德曼函数的逆推导：
{\displaystyle {\begin{aligned}x&=\lambda -\lambda _{0}\\y&=\ln \left(\tan \left({\frac {\pi }{4}}+{\frac {\varphi }{2}}\right)\right)\\&={\frac {1}{2}}\ln \left({\frac {1+\sin(\varphi )}{1-\sin(\varphi )}}\right)\\&=\tanh ^{-1}\left(\sin(\varphi )\right)\\&=\sinh ^{-1}\left(\tan(\varphi )\right)\\&=\ln \left(\tan(\varphi )+\sec(\varphi )\right).\end{aligned}}}
这是古德曼函数：
{\displaystyle {\begin{aligned}\varphi &=2\tan ^{-1}(e^{y})-{\frac {\pi }{2}}\\&=\tan ^{-1}(\sinh(y))\\\lambda &=x+\lambda _{0}.\end{aligned}}}
比例尺与纬度φ的正割成比例，越趋向极地（φ = ±90°）面积变形越大。此外，由公式可知，极点处的y值为正负无穷大。

## 公式推导

麥卡托投影是一种等角投影。

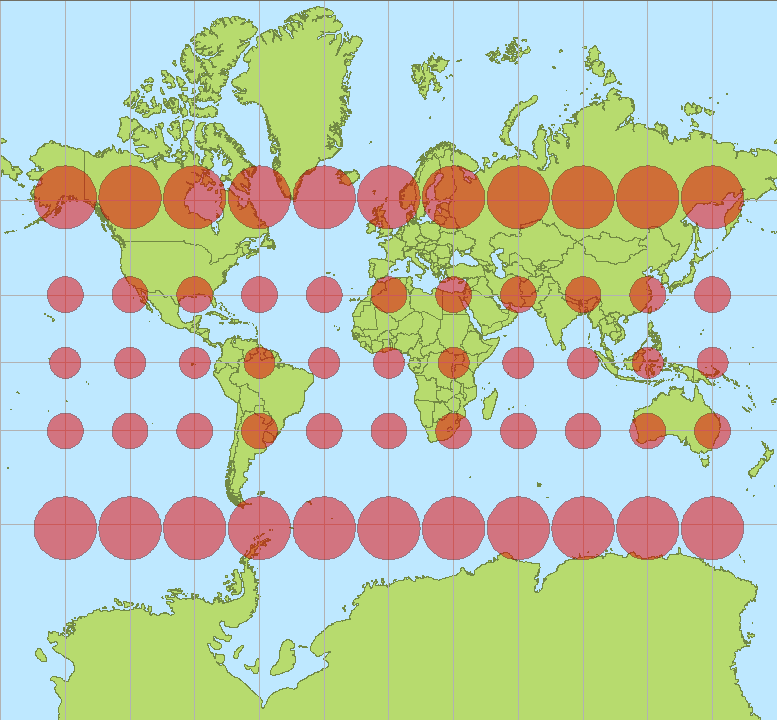
以麥卡托投影法繪製的地圖。

假设地球为正球形。（实际上并非为正球形，而是有扁率的，但制作小比例尺地图时误差可忽略不计。若需更精确，可插入等角纬线。）我们需要将经纬度坐标（λ, φ）转换为笛卡尔坐标(x, y)，求以赤道为基准的切柱面投影（即x = λ），并保持形状不变，故：
{\displaystyle {\frac {\partial x}{\partial \lambda }}=\cos(\varphi ){\frac {\partial y}{\partial \varphi }}}
{\displaystyle {\frac {\partial y}{\partial \lambda }}=-\cos(\varphi ){\frac {\partial x}{\partial \varphi }}}
从 x = λ 可知
{\displaystyle {\frac {\partial x}{\partial \lambda }}=1}
{\displaystyle {\frac {\partial x}{\partial \varphi }}=0}
给出
{\displaystyle 1=\cos(\varphi ){\frac {\partial y}{\partial \varphi }}}
{\displaystyle 0={\frac {\partial y}{\partial \lambda }}}
因此，y是φ的唯一函数，且可得到{\displaystyle y'=\sec \varphi }，由积分表
{\displaystyle y=\ln(|\sec(\varphi )+\tan(\varphi )|)+C.\,}
在地图中φ = 0得到y = 0，所以取C = 0.

## 錯覺
由於麥卡托投影在高緯度過分放大，低緯度又過分縮小，因此會產生有趣的錯覺。比如世界第一大島高緯度的格陵蘭比澳洲看起來還大好幾倍。世界第二大島低緯度的新幾內亞和日本差不多大小。然而新幾內亞島面積足足是日本的2倍。
以下是實際面積（單位：平方公里）
- 澳洲：7,692,024平方公里
- 格陵蘭：2,166,086平方公里
- 日本：378,000平方公里
- 新幾內亞島：786,000平方公里